# Costitx
Costitx è un comune spagnolo di 1 078 abitanti situato nella comunità autonoma delle Baleari, sull'isola di Maiorca.